# Ivan Tyulenev
Ivan Vladimirovich Tyulenev (em russo:  Иван Владимирович Тюленев; Shatrashany, 28 de janeiro de 1892 - Moscou, 15 de agosto de 1978) foi um comandante militar soviético, um dos primeiros a ser promovido para general do exército (URSS) em 1940.

## Biografia
Tyulenvev nasceu em uma família de soldados no assentamento do governo de Simbirsk (agora Oblast de Ulyanovsk) em Shatrashany. Ele trabalhou em fábricas e como pescador do Mar Cáspio antes de ser convocado para o Exército Imperial Russo em 1913. Durante a Primeira Guerra Mundial, ele lutou com os dragões Kargopolsky no Congresso da Polônia e recebeu a Ordem de São Jorge por sua coragem.
Tyulenvev juntou-se ao Exército Vermelho após a revolução e serviu durante a Guerra Civil Russa com o 1º Exército de Cavalaria. Em 1918 ele se juntou ao Partido Bolchevique. Ele também participou da supressão da Rebelião de Kronstadt e da Guerra Soviética na Polônia. Em 1939, ele comandou o 12º Exército durante a invasão soviética da Polônia. Ele foi promovido a General do Exército em 1940.

Com a eclosão da Guerra Germano-Soviética em junho de 1941, ele estava encarregado do Distrito Militar de Moscou. Nos primeiros três meses da guerra, Tyulenev comandou a Frente Sul. Durante o resto da guerra, ele esteve no comando do Distrito Militar Transcaucasiano e da Frente Transcaucasiana. Tyulenev foi o autor de vários livros de reminiscências, incluindo Soviética Cavalry Fighting for the Fatherland (1957) e Through Three Wars (1972).